# Anthems of Rebellion
Anthems of Rebellion je peti studijski album švedskog melodičnog death metal sastava Arch Enemy, objavljen 23. srpnja 2003.
To je ujedno njihov drugi album snimljen s pjevačicom Angelom Gossow, te jedini s "čistim" vokalima, koje pjeva Christopher Amott na kraju pjesama "End of the Line" i "Dehumanization". Snimljeni su spotovi za pjesme "We Will Rise" i "Dead Eyes See No Future", koja se našla na soundtracku za film Alone in the Dark.

## Popis pjesama
| 1.    | »Tear Down the Walls (Intro)« | (instrumental)   | Michael Amott                         | 0:32 |
| 2.    | »Silent Wars«                 | Angela Gossow    | M. Amott, Christopher Amott           | 4:15 |
| 3.    | »We Will Rise«                | M. Amott         | C. Amott, M. Amott                    | 4:07 |
| 4.    | »Dead Eyes See No Future«     | M. Amott, Gossow | C. Amott, M. Amott                    | 4:14 |
| 5.    | »Instinct«                    | M. Amott         | M. Amott                              | 3:37 |
| 6.    | »Leader of the Rats«          | Gossow, M. Amott | C. Amott, M. Amott, Sharlee D'Angelo  | 4:21 |
| 7.    | »Exist to Exit«               | Gossow, M. Amott | Daniel Erlandsson, C. Amott, M. Amott | 5:22 |
| 8.    | »Marching on a Dead End Road« | (instrumental)   | C. Amott                              | 1:17 |
| 9.    | »Despicable Heroes«           | Gossow           | Erlandsson, M. Amott                  | 2:12 |
| 10.   | »End of the Line«             | M. Amott         | M. Amott, C. Amott                    | 3:36 |
| 11.   | »Dehumanization«              | Angela Gossow    | Michael Amott                         | 4:15 |
| 12.   | »Anthem«                      | (instrumental)   | Michael Amott                         | 0:57 |
| 13.   | »Saints and Sinners«          | Gossow, M. Amott | M. Amott                              | 4:41 |
| 45:43 |                               |                  |                                       |      |

## Postava sastava
- Angela Gossow − vokali
- Michael Amott − gitara, čisti vokali (skladbe 10 i 11)
- Christopher Amott − gitara
- Sharlee D'Angelo − bas-gitara
- Daniel Erlandsson − bubnjevi
- Per Wiberg − klavijature